# Катран чорнохвостий
Катран чорнохвостий (Squalus melanurus) — акула з роду Катран родини Катранові.

## Опис
Найвідоміший розмір акули є 75 см. Голова середнього розміру. Морда дуже довга, вузька параболічна. Ніздрі розміщені далеко від кінчика морди. Очі помірно великі, мигдалеподібні, горизонтальної форми. Вони розташовані ближче до зябрових щілин. Рот широкий, загнутий. Зуби на обох щелепах однакового розміру та форми, з боковим нахилом до кутам рота. На верхній губі присутні борозни. У неї 5 пар зябрових щілин. Тулуб стрункий. Грудні плавці великі та широкі, з вузькими й закругленими кінчиками. Має 2 великих спинних плавців з шипами. Передній спинний плавець значно більше за задній. Шип переднього плавця довгий, дорівнює 2/3 основи плавця. Шип заднього спинного плавця вище за плавець, його довжина складає 6% довжини тіла. Хвостовий плавець вузький, довгий, веслоподібний. Верхня лопать дуже велика, без характерного для акул вимпела. Нижня лопать слабко розвинена. Задній край хвостового плавця зубчастий. Анальний плавець відсутній.
Забарвлення спини та боків сіро-коричневе. Черево має попелясто-білий колір. Кінчики спинних плавців чорні. на верхній лопаті хвостового плавця задня крайка чорна, кінчик нижньої лопаті майже чорного забарвлення. Звідси походить назва цієї акули.

## Спосіб життя
Тримається на глибині від 34 до 480 м. Полює біля дна, є бентофагом. Живиться донними рибами, креветками, кальмарами, морськими черв'яками та іншими безхребетними.
Статева зрілість настає самиці при розмірі 75 см. Це яйцеживородна акула. Самиця народжує близько 3 акуленят. Відмічено маленький темп приросту чисельності.

## Розповсюдження
Мешкає в акваторії Нової Каледонії.